# Балобаны
Бало́баны (бел. Бало́баны, пол. Bałabany) — деревня в Сморгонском районе Гродненской области Белоруссии.
Входит в состав Кревского сельсовета.
Расположена в южной части района на правобережьи реки Малявка. Расстояние до районного центра Сморгонь по автодороге — около 27,5 км, до центра сельсовета агрогородка Крево по прямой — 5 км. Ближайшие населённые пункты — Веребушки, Малявичи, Шимаки. Площадь занимаемой территории составляет 0,1860 км², протяжённость границ 2810 м.
Согласно переписи население деревни в 1999 году насчитывало 21 человек.
До 2008 года Балобаны входили в состав Ордашинского сельсовета.
Через деревню проходит автомобильная дорога местного значения Н6128 Крево — Ордаши.
Через Балобаны проходят регулярные автобусные маршруты:
- Сморгонь — Коптевичи
- Сморгонь — Ордаши
- Сморгонь — Переходы